# Форд Мустанг Мак-Е
„Форд Мустанг Мак-Е“ (Ford Mustang Mach-E) е модел електрически компактни кросоувъри (сегмент J/C) на американската компания „Форд Мотор Къмпани“, произвеждани от 2021 година в Мексико и Китай.
Това е първият модел, базиран на новоразработената платформа за електрически автомобили „Форд GE1“. Предлага се като лифтбек с 5 врати със задно или всеприводно задвижване.